# Andy Simpkins
Andy Simpkins (29. dubna 1932 Richmond, Indiana – 2. června 1999 Los Angeles, Kalifornie) byl americký jazzový kontrabasista. V roce 1956 spoluzaložil skupinu The Three Sounds (původně The Four Sounds, ale saxofonista ze skupiny brzy odešel a stalo se z ní trio), ze které odešel v roce 1968. Následovala šestiletá spolupráce s Georgem Shearingem. Během své kariéry spolupracoval i s dalšími hudebníky, mezi které patří Lalo Schifrin, Zoot Sims, Sarah Vaughan nebo Kenny Burrell. Zemřel na rakovinu žaludku ve svých sedmašedesáti letech.